# Ambrosius Bosschaert

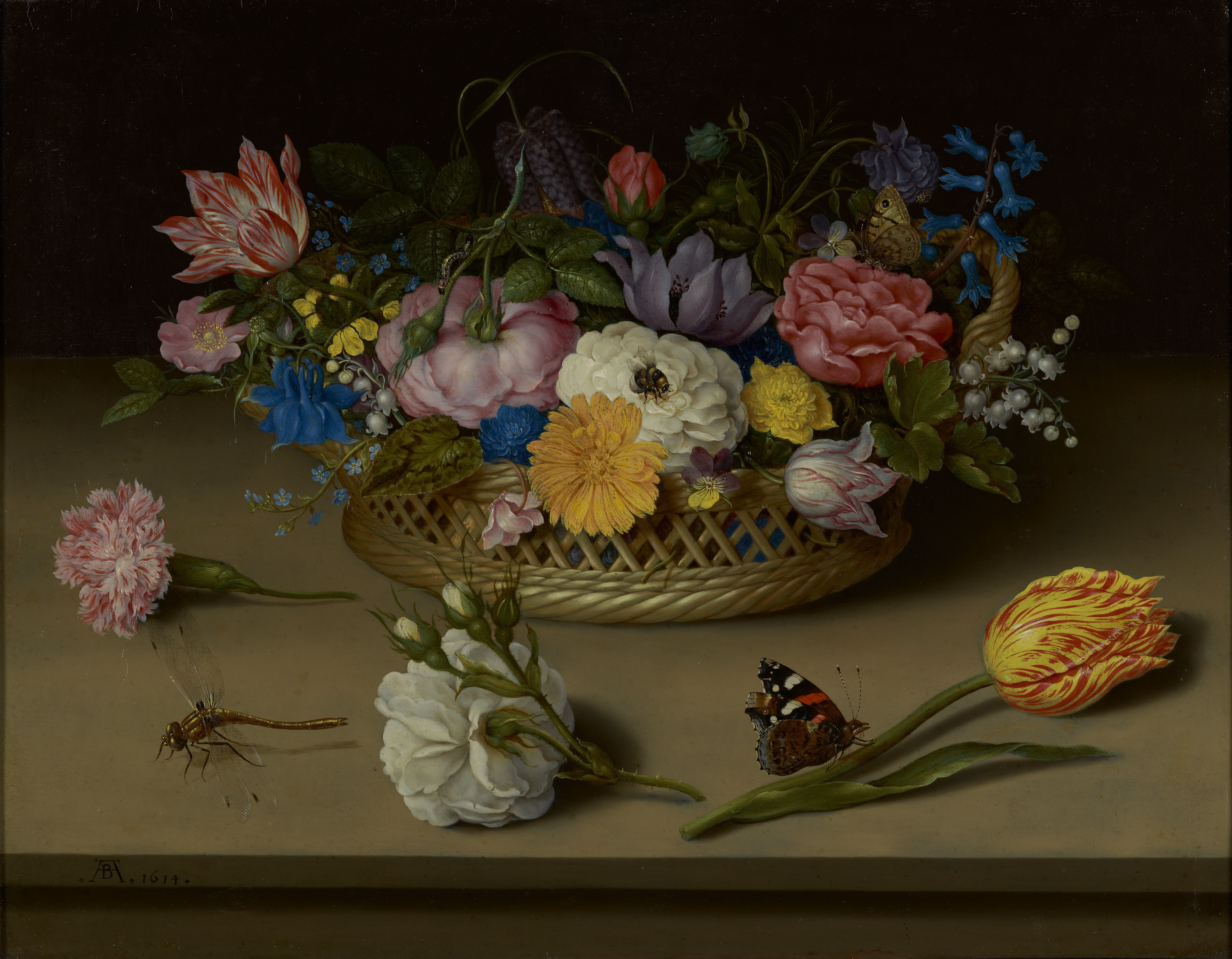
Stilleben med blommor, 1614.

Ambrosius Bosschaert, född 1573 i Antwerpen, död 1621 i Haag, var en holländsk konstnär.
Ambrosius Bosschaert var en ledande målare av holländska blomsterstilleben. Han var förmodligen den första att specialisera sig på blomstermåleri och kom att utöva ett betydande inflytande på genrens utveckling.
Bosschaert föddes i Antwerpen men flyttade som barn till Middelburg. 1593 blev han medlem i St. Lukasgillet i Middelburg och bodde fortfarande i samma stad 1613. 1615 hade han flyttat till Bergen-op-Zoom och flyttade sedan vidare till Utrecht och Breda. 1621 avled han i Haag under en resa dit för att leverera en målning till en kund.
Bosschaerts kompositioner var ofta av ett liknande slag, i centrum av målningen en symmetrisk bukett i en vas som står placerad på ett bord. Han målade även samma sorts buketter placerade i en fönsternisch framför ett fantasilandskap. Han använde en måleriteknik som i stor utsträckning byggde på användning av många tunna lager av lasyrer. I sin ungdom gjorde han ofta perspektivistiska misstag, men dessa lärde han sig undvika med tiden.
Förutom genom sin egen framgång så kom Ambrosius Bosschaert att utöva sitt inflytande på holländskt blomstermåleri genom att han lärde upp alla sin tre söner, Ambrosius (den yngre), Johannes och Abram, till att måla blomsterstilleben i sin egen stil. Sammanlagt fyra generationer Bosschaert var aktiva som blomstermålare. Han var även svåger och lärare till Balthasar van der Ast.

## Galleri (i urval)

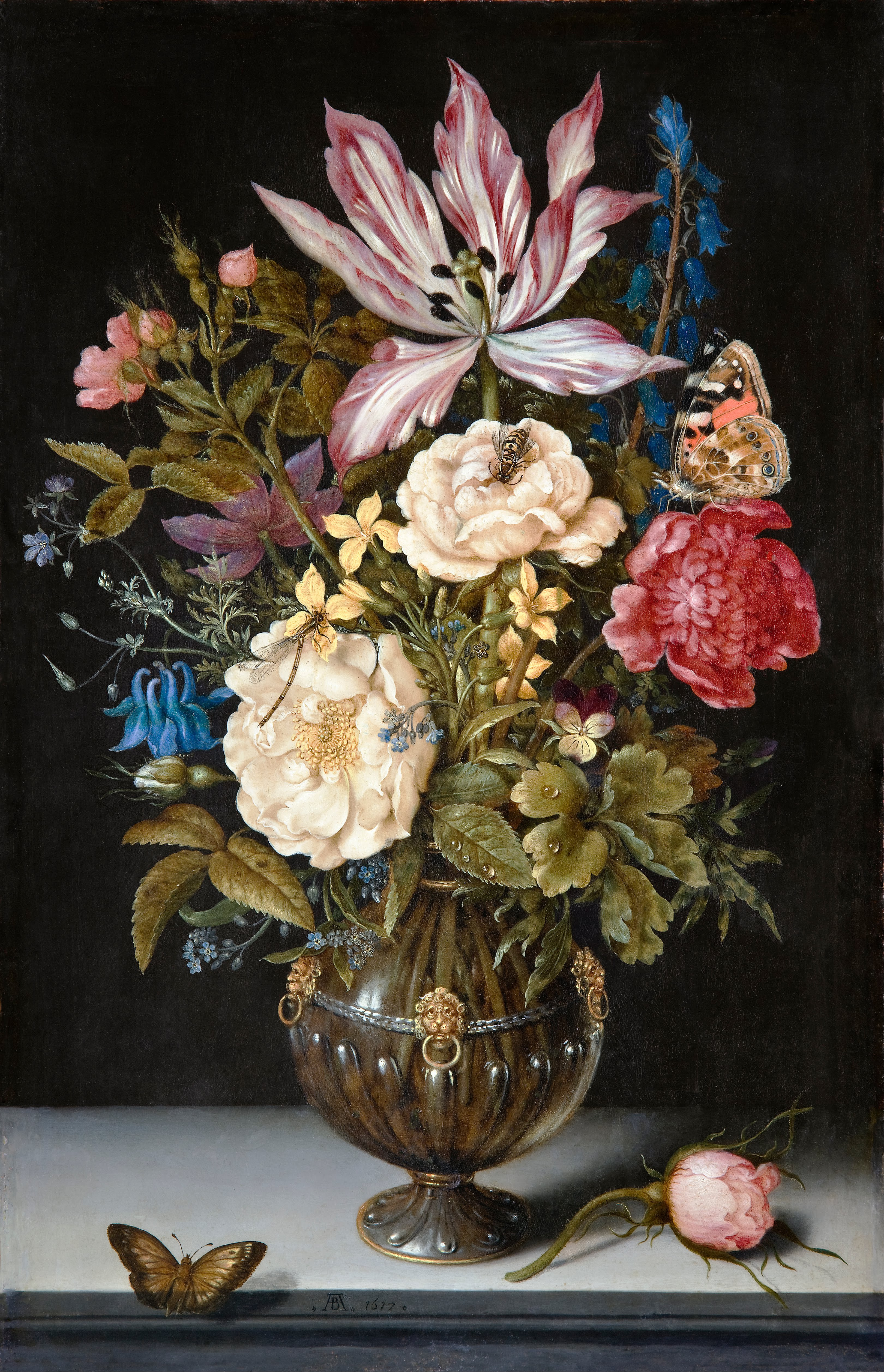
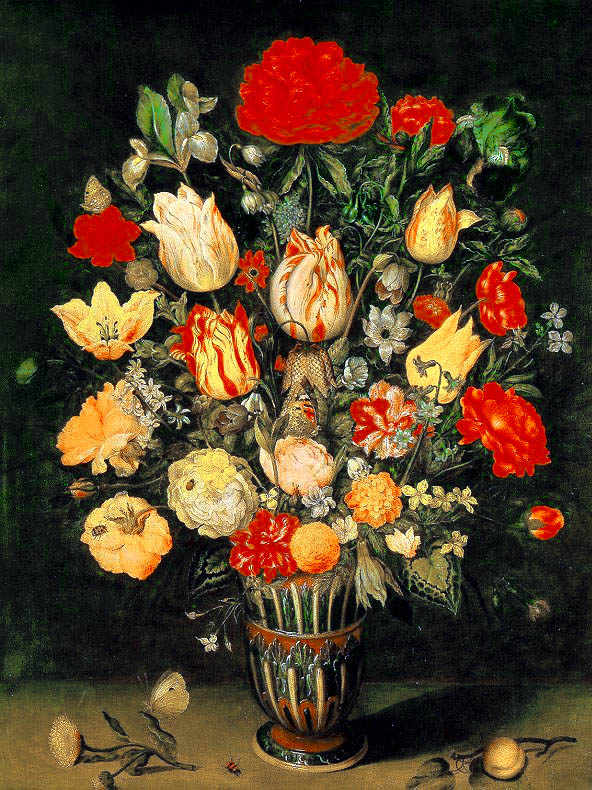
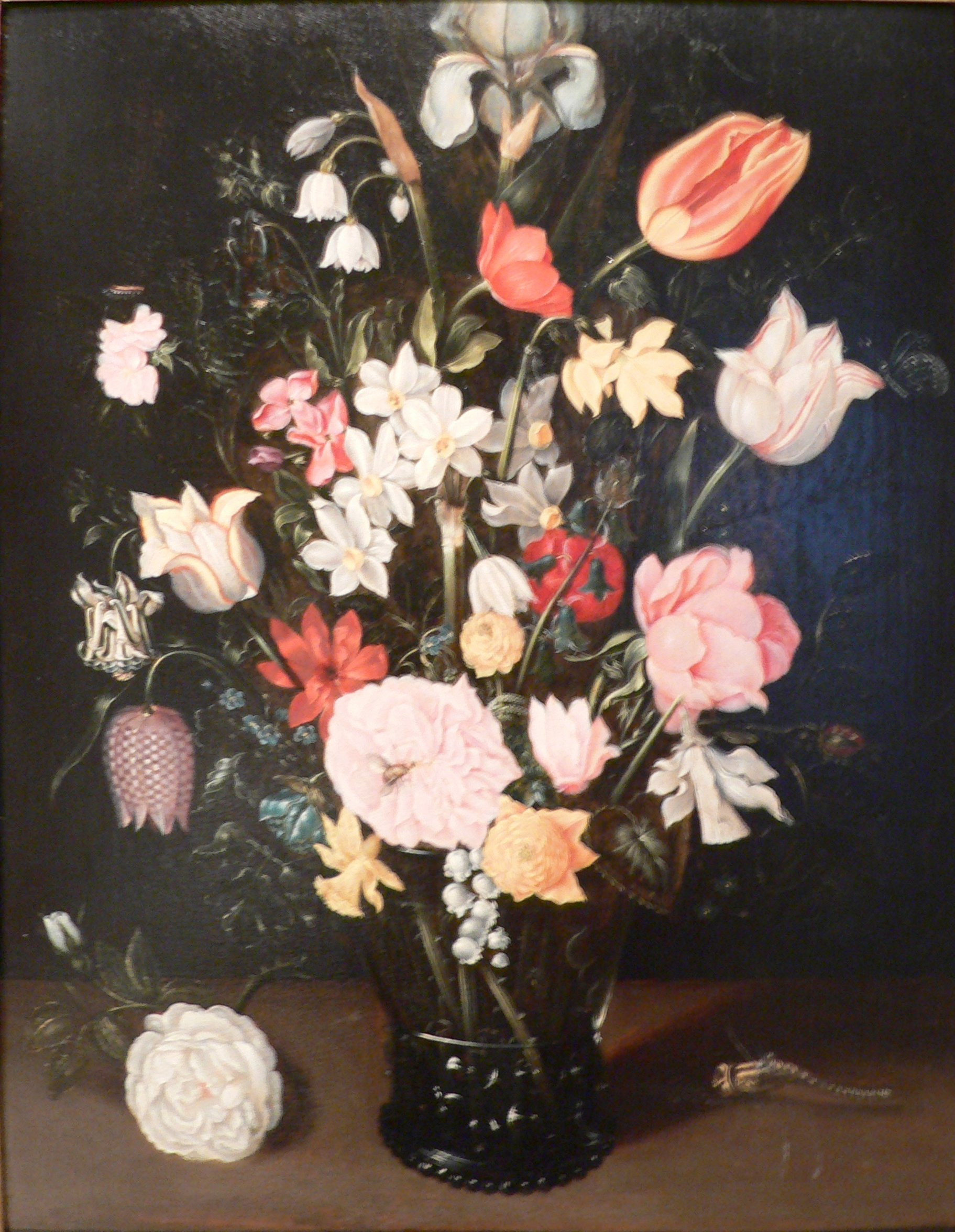
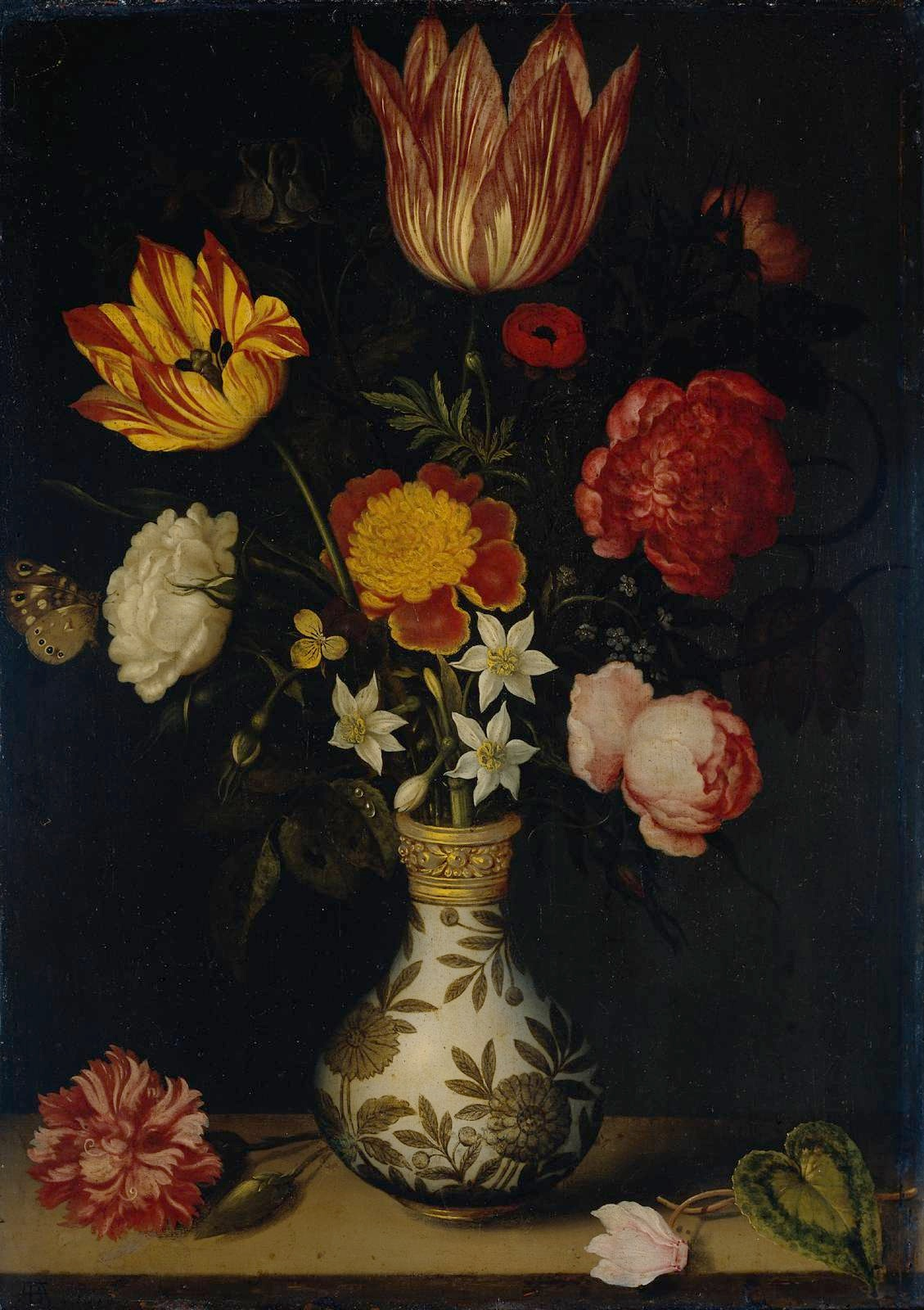
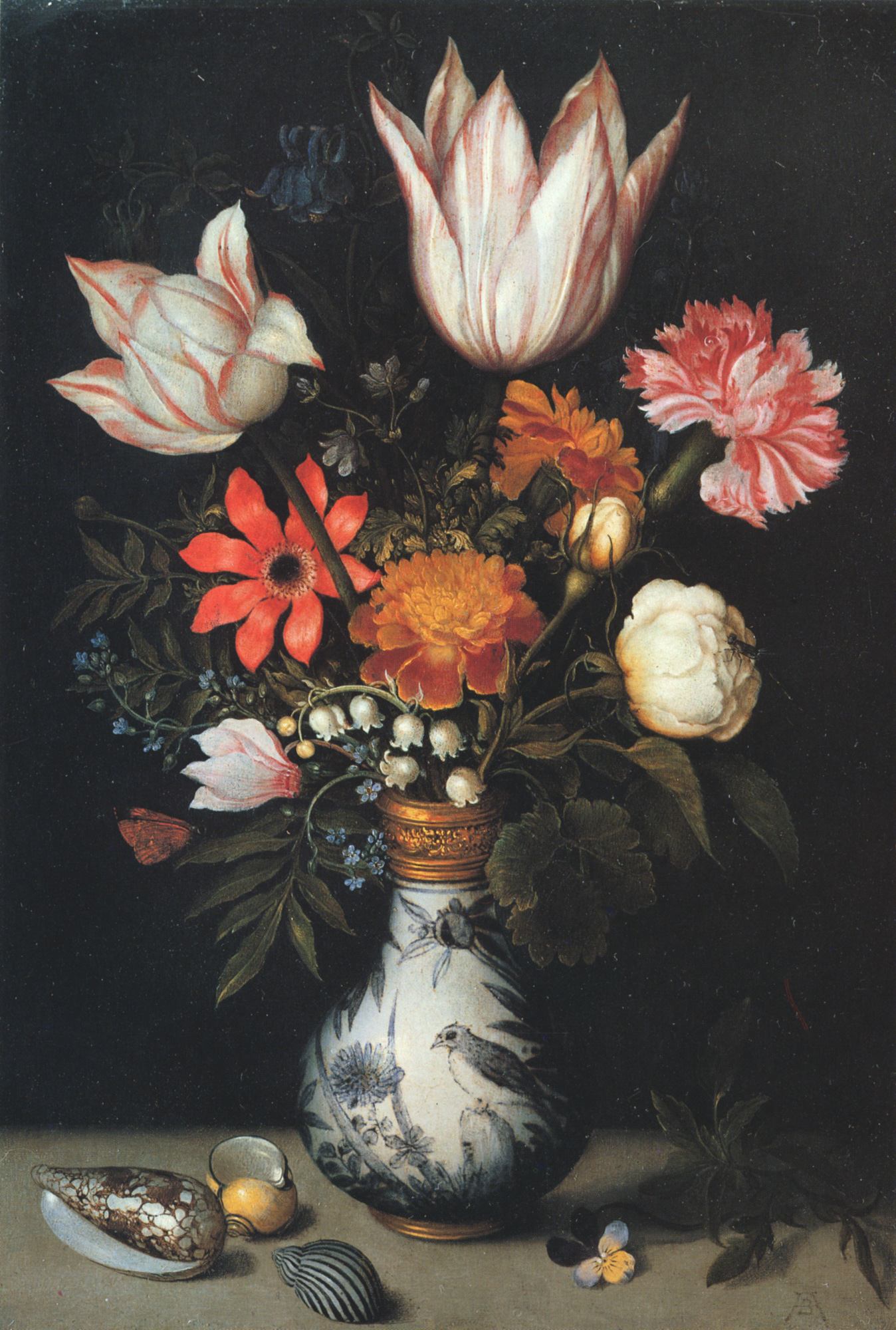
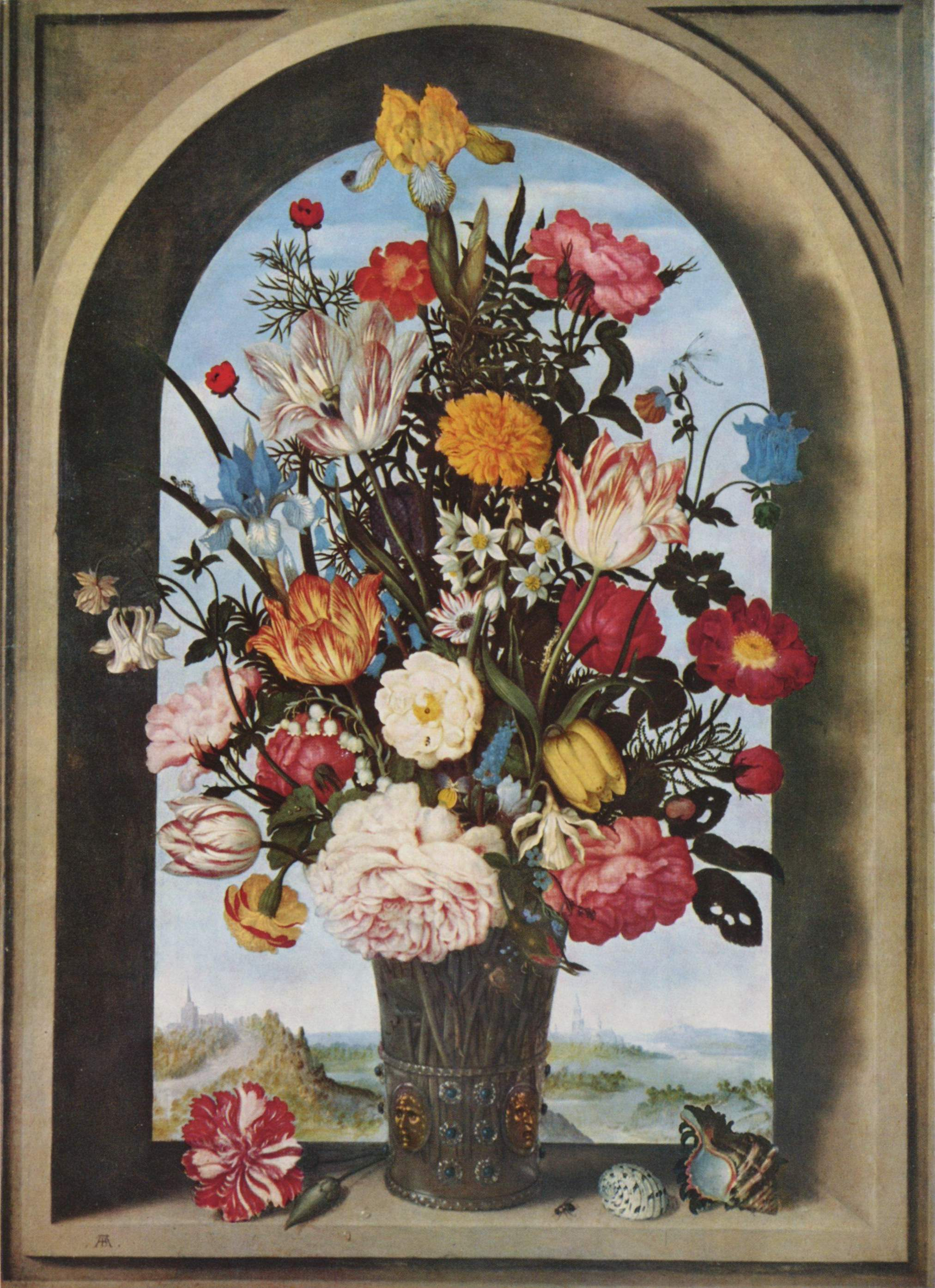
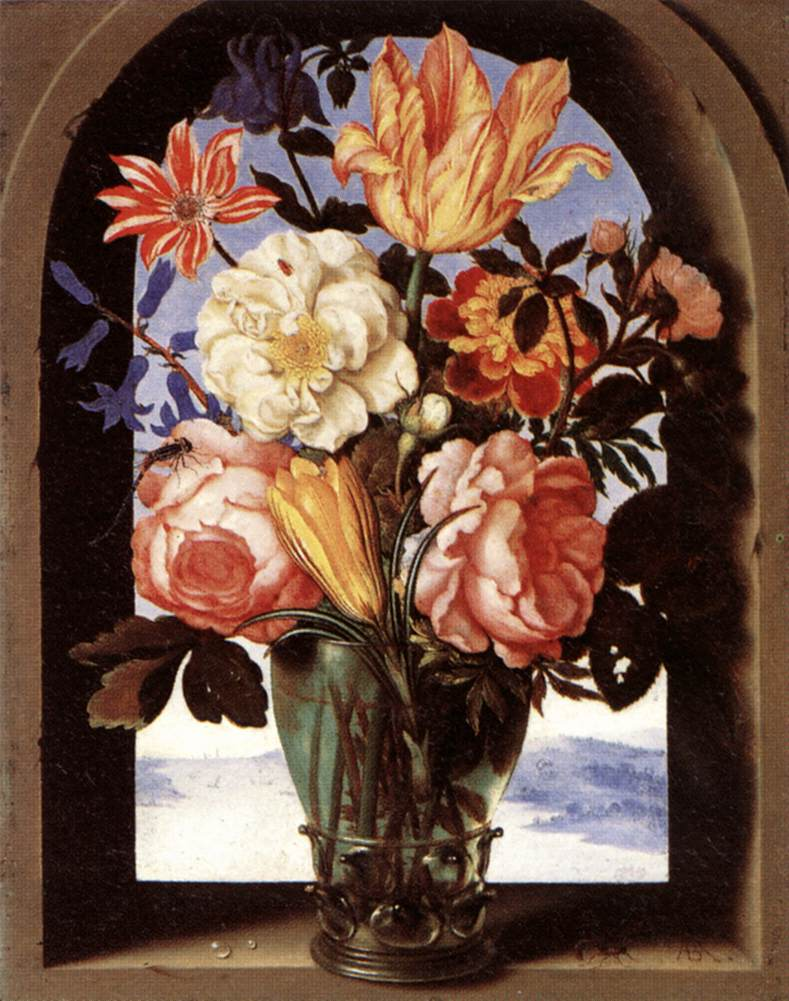
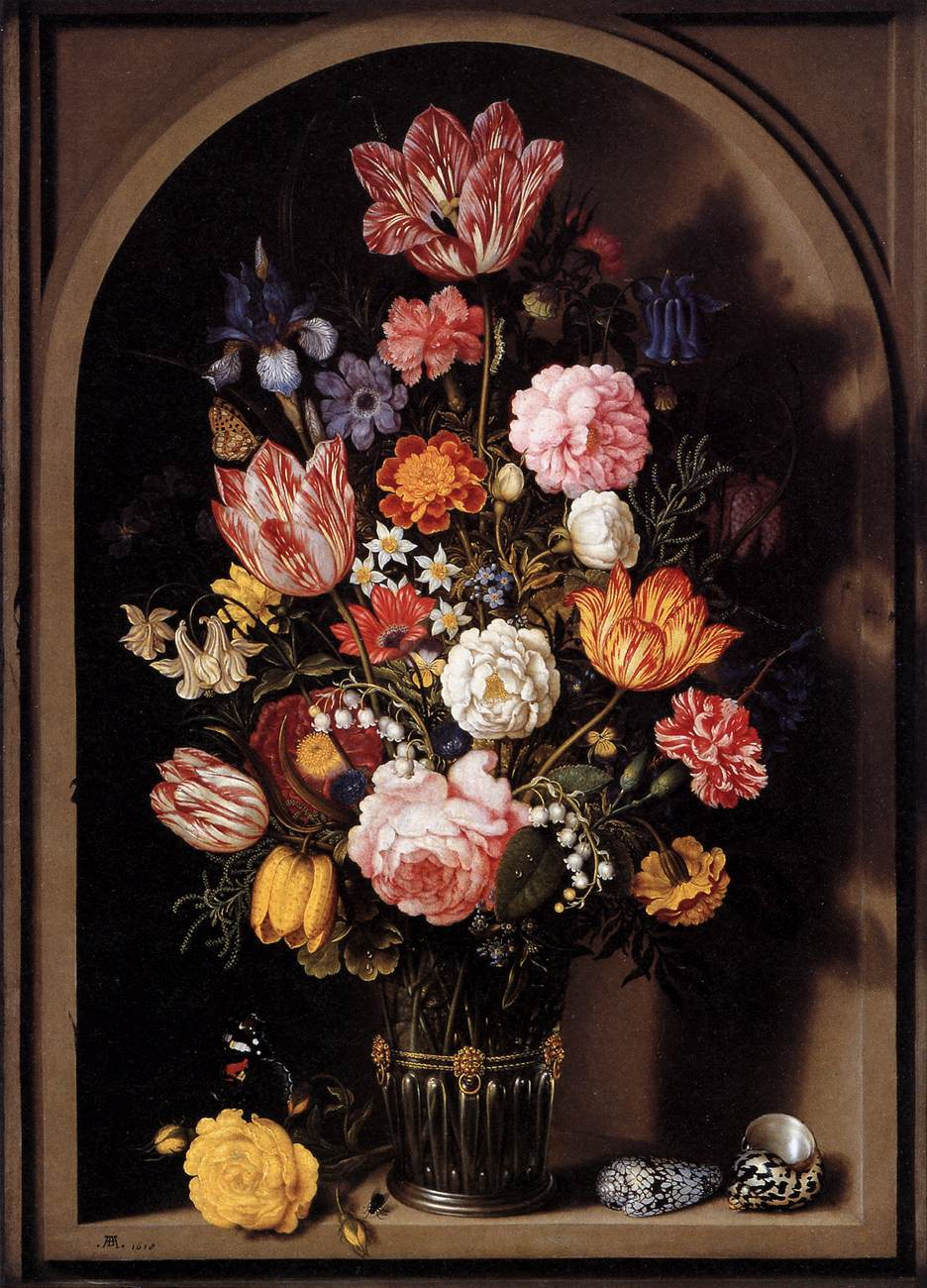
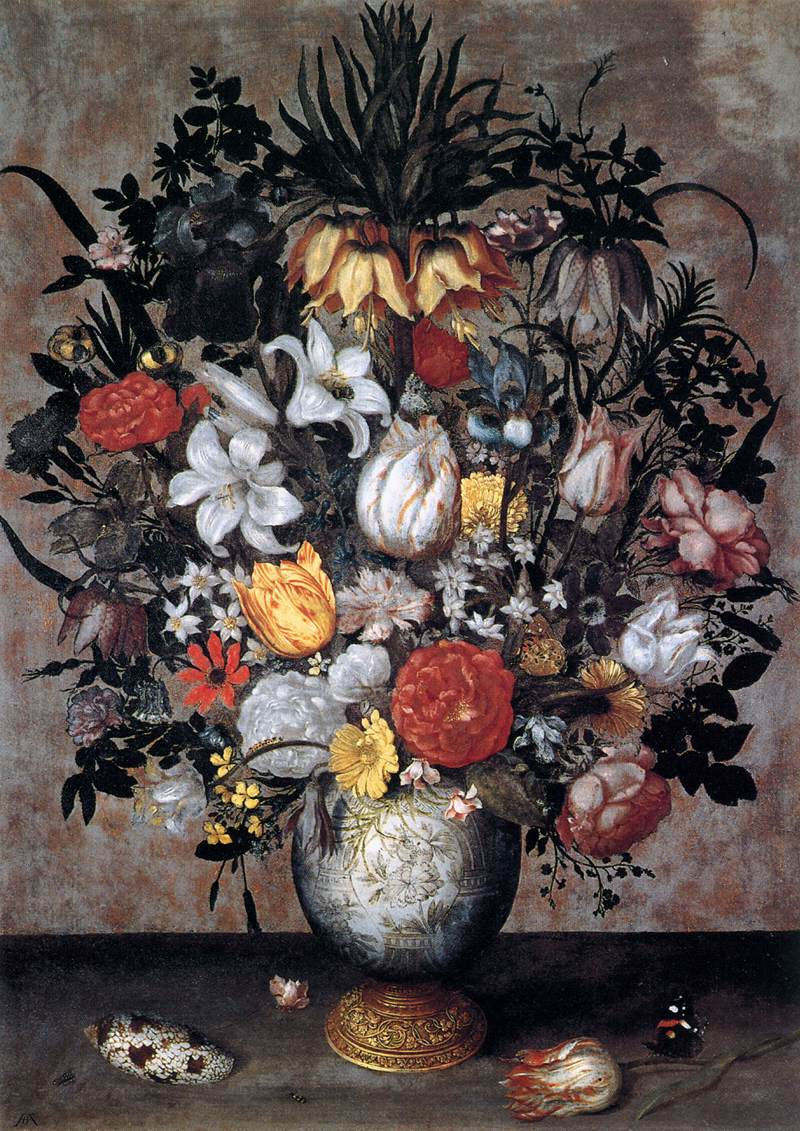
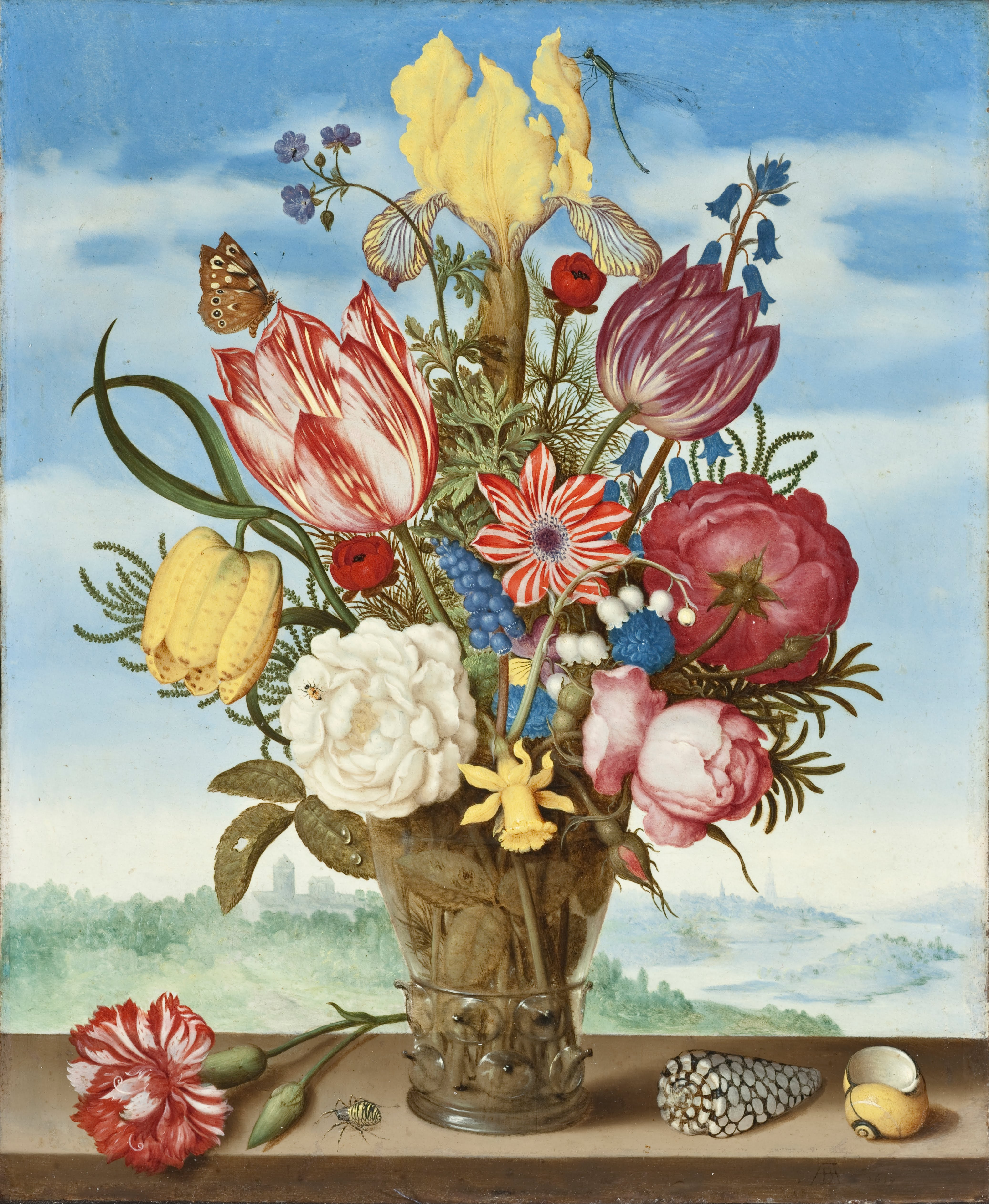
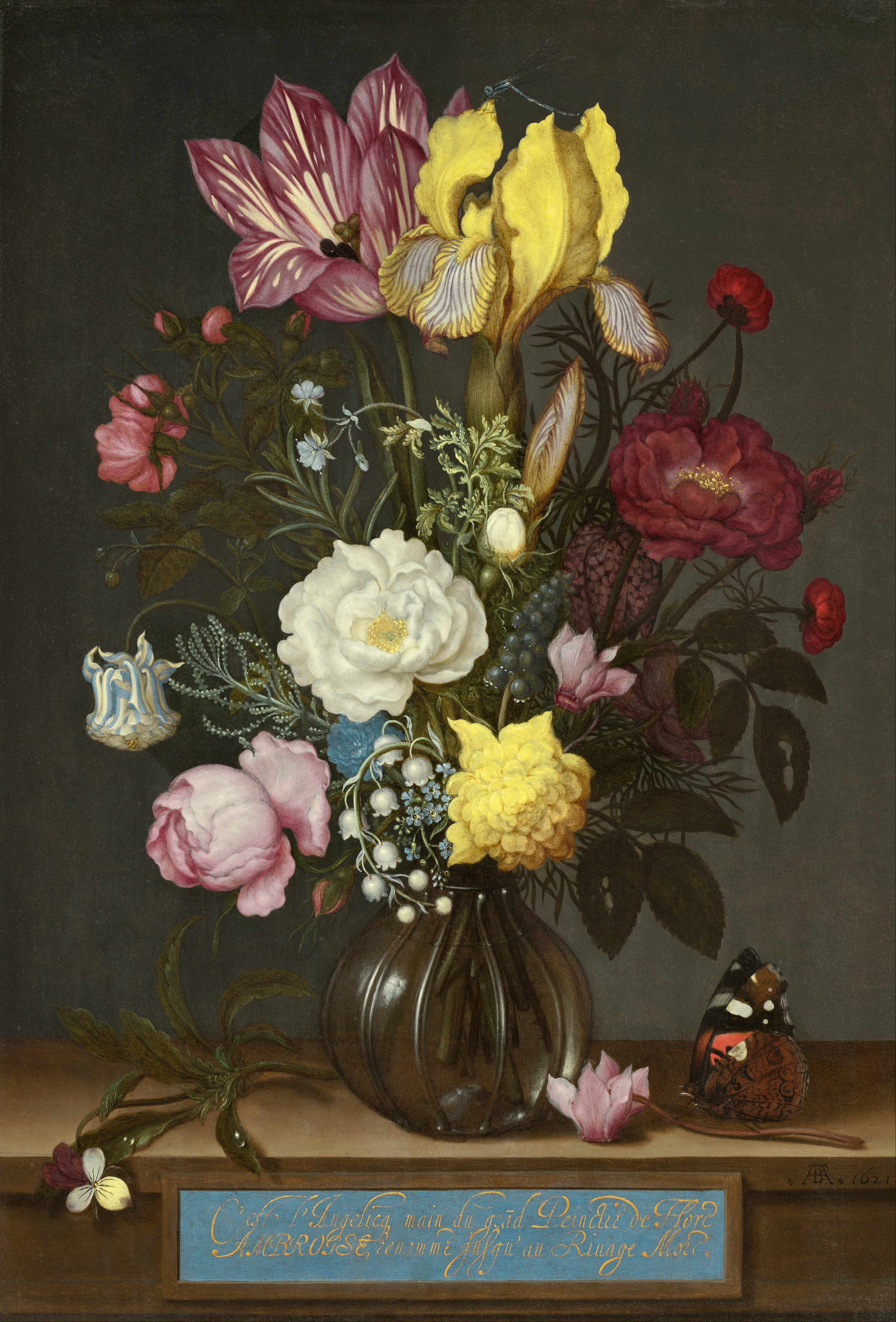
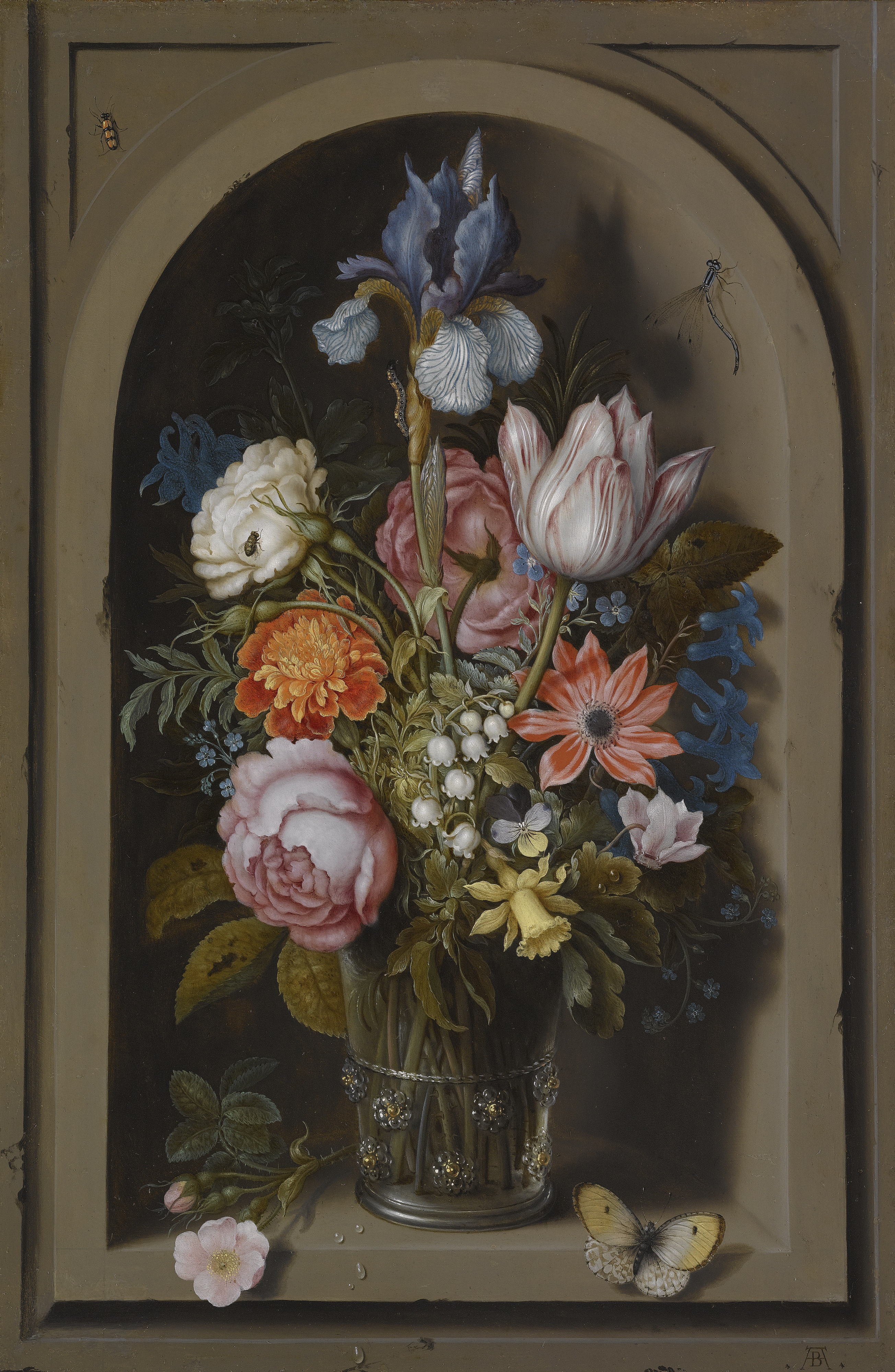